# I Am... (TV-serie)
I Am... är en brittisk dramaserie vars första säsong hade premiär i juli 2019. Den andra säsongen hade premiär i augusti 2021. Den tredje säsongen hade premiär i december 2022. Serien är skapad av Dominic Savage som även medverkat i skrivandet av manus.

## Handling
Serien består av fristående avsnitt där varje episod följer en kvinna vid en avgörande tidpunkt i hennes liv.

## Rollista (i urval)
- Vicky McClure
- Samantha Morton
- Gemma Chan
- Suranne Jones
- Letitia Wright
- Lesley Manville
- Kate Winslet